# Aaron Broten
Aaron Kent Broten, född 14 november 1960, är en amerikansk före detta professionell ishockeyforward som tillbringade tolv säsonger i den nordamerikanska ishockeyligan National Hockey League (NHL), där han spelade för ishockeyorganisationerna Colorado Rockies, New Jersey Devils, Minnesota North Stars, Quebec Nordiques, Toronto Maple Leafs och Winnipeg Jets. Han producerade 515 poäng (186 mål och 329 assists) samt drog på sig 441 utvisningsminuter på 748 grundspelsmatcher. Broten spelade även på lägre nivåer för Moncton Hawks i American Hockey League (AHL), Fort Worth Texans och Wichita Wind i Central Hockey League (CHL) och Minnesota Golden Gophers (University of Minnesota) i National Collegiate Athletic Association (NCAA).
Han draftades i sjätte rundan i 1980 års draft av Colorado Rockies som 106:e spelare totalt.
Han är bror till de före detta ishockeyspelarna Neal och Paul Broten, båda två spelade i NHL och där Neal Broten vann Stanley Cup med New Jersey Devils för säsongen 1994–1995.

## Statistik
| 1979–1980   | Minnesota Golden Gophers | NCAA        | 41  | 25  | 47  | 72  | 8   | —  | — | —  | —  | —  |
| 1980–1981   | Colorado Rockies         | NHL         | 2   | 0   | 0   | 0   | 0   | —  | — | —  | —  | —  |
|             | Minnesota Golden Gophers | NCAA        | 45  | 47  | 59  | 106 | 24  | —  | — | —  | —  | —  |
| 1981–1982   | Colorado Rockies         | NHL         | 58  | 15  | 24  | 39  | 6   | —  | — | —  | —  | —  |
|             | Fort Worth Texans        | CHL         | 19  | 15  | 21  | 36  | 11  | —  | — | —  | —  | —  |
| 1982–1983   | New Jersey Devils        | NHL         | 73  | 16  | 39  | 55  | 28  | —  | — | —  | —  | —  |
|             | Wichita Wind             | CHL         | 4   | 0   | 4   | 4   | 0   | —  | — | —  | —  | —  |
| 1983–1984   | New Jersey Devils        | NHL         | 80  | 13  | 23  | 36  | 36  | —  | — | —  | —  | —  |
| 1984–1985   | New Jersey Devils        | NHL         | 80  | 22  | 35  | 57  | 38  | —  | — | —  | —  | —  |
| 1985–1986   | New Jersey Devils        | NHL         | 66  | 18  | 25  | 43  | 26  | —  | — | —  | —  | —  |
| 1986–1987   | New Jersey Devils        | NHL         | 80  | 26  | 53  | 79  | 36  | —  | — | —  | —  | —  |
| 1987–1988   | New Jersey Devils        | NHL         | 80  | 26  | 57  | 83  | 80  | 20 | 5 | 11 | 16 | 20 |
| 1988–1989   | New Jersey Devils        | NHL         | 80  | 16  | 43  | 59  | 81  | —  | — | —  | —  | —  |
| 1989–1990   | New Jersey Devils        | NHL         | 42  | 10  | 8   | 18  | 36  | —  | — | —  | —  | —  |
|             | Minnesota North Stars    | NHL         | 35  | 9   | 9   | 18  | 22  | 7  | 0 | 5  | 5  | 8  |
| 1990–1991   | Quebec Nordiques         | NHL         | 20  | 5   | 4   | 9   | 6   | —  | — | —  | —  | —  |
|             | Toronto Maple Leafs      | NHL         | 27  | 6   | 4   | 10  | 32  | —  | — | —  | —  | —  |
| 1991–1992   | Winnipeg Jets            | NHL         | 25  | 4   | 5   | 9   | 14  | 7  | 2 | 2  | 4  | 12 |
|             | Moncton Hawks            | AHL         | 4   | 0   | 2   | 2   | 0   | —  | — | —  | —  | —  |
| NHL totalt  | NHL totalt               | NHL totalt  | 748 | 186 | 329 | 515 | 441 | 34 | 7 | 18 | 25 | 40 |
| CHL totalt  | CHL totalt               | CHL totalt  | 23  | 15  | 25  | 40  | 11  | —  | — | —  | —  | —  |
| NCAA totalt | NCAA totalt              | NCAA totalt | 86  | 72  | 106 | 178 | 32  | —  | — | —  | —  | —  |

### Internationellt
| Källa:        | Källa:        | Källa:        |         | Utv = Utvisningsminuter | Utv = Utvisningsminuter | Utv = Utvisningsminuter | Utv = Utvisningsminuter | Utv = Utvisningsminuter |
| År            | Lag           | Mästerskap    | Matcher | Mål                     | Assists                 | Poäng                   | Utv                     |                         |
| ------------- | ------------- | ------------- | ------- | ----------------------- | ----------------------- | ----------------------- | ----------------------- | ----------------------- |
| 1979          | USA           | JVM           | 5       | 4                       | 3                       | 7                       | 0                       |                         |
| 1981          | USA           | VM            | 8       | 2                       | 2                       | 4                       | 0                       |                         |
| 1982          | USA           | VM            | 7       | 2                       | 2                       | 4                       | 8                       |                         |
| 1984          | USA           | CC            | 5       | 0                       | 4                       | 4                       | 4                       |                         |
| 1985          | USA           | VM            | 10      | 0                       | 1                       | 1                       | 8                       |                         |
| 1986          | USA           | VM            | 10      | 2                       | 6                       | 8                       | 14                      |                         |
| 1987          | USA           | VM            | 10      | 5                       | 6                       | 11                      | 6                       |                         |
| 1987          | USA           | CC            | 5       | 0                       | 2                       | 2                       | 2                       |                         |
| Junior totalt | Junior totalt | Junior totalt | 5       | 4                       | 3                       | 7                       | 0                       |                         |
| Senior totalt | Senior totalt | Senior totalt | 55      | 11                      | 23                      | 34                      | 42                      |                         |